# 11927 Mount Kent
11927 Mount Kent è un asteroide della fascia principale. Scoperto nel 1993, presenta un'orbita caratterizzata da un semiasse maggiore pari a 2,5683855 UA e da un'eccentricità di 0,0627340, inclinata di 14,76289° rispetto all'eclittica.